# KC&ザ・サンシャイン・バンド
KC&ザ・サンシャイン・バンド（KC and the Sunshine Band）は、アメリカ合衆国の音楽バンド。代表曲は「ゲット・ダウン・トゥナイト」「ザッツ・ザ・ウェイ」「ブギー・マン」など。

## キャリア
1973年にフロリダ州で、スタジオ・ミュージシャンとレコードエンジニアを中心に結成された。
1974年、レコード・デビュー。初めにイギリスで人気に火がつき、翌1975年にアメリカに波及した。
破天荒に明るいダンス・サウンドが特徴で、「ブロウ・ユア・ホイッスル」「ファンキー・ホーン」が彼らの出発点になった。サンシャイン・バンドのデモに取り組んでいる間に、ジョージ・マクレエの曲「ロック・ユア・ベイビー」が、ケーシーによって書かれ、1974年半ばに多くの国でヒットした。ボーカルをフィーチャーしたバンドの「Queen of Clubs」は、英国でヒットした。1975年にはツアーを実施している。KCと他のバンドメンバーは、フロリダ南東部で最も強力なFMポップステーションの1つであるWHYI-FMに頻繁にゲストとして出演した。これは、音楽の震源地の1つでディスコのジャンルが台頭している間、バンドに重要な故郷のPRの場を与えた。
1975年にセルフタイトルのセカンドアルバム『KCとサンシャインバンド』がリリースされたことで、グループの最初のメジャーな米国ヒット曲「ゲット・ダウン・トゥナイト」が生まれた。4月にR＆Bチャートを上昇し、8月にBillboard Hot100で1位になった。「ザッツ・ザ・ウェイ（アイ・ライク・イット）」も1975年11月にナンバーワンヒットになり、グループは1976年のグラミー賞で好成績を収めた。1976年のアルバムは、「I'm Your Boogie Man」と「（Shake、Shake、Shake）Shake Your Booty」の2つのナンバーワンシングルを生み出した。別なヒット曲「Keep It Comin' Love」は、2位に達した。彼らの成功は1979年からの5枚目のアルバムまで続いた。彼らはディスコ・ブームに乗って1970年台後半に全盛を誇り、5曲がビルボード1位を獲得した。

## 主な楽曲
- 「ファンキー・ホーン」(1974)
- 「ゲット・ダウン・トゥナイト（英語版）」(1975)
- 「ザッツ・ザ・ウェイ（英語版）」(1975)
- 「ブギー・マン（英語版）」(1976)
- 「キープ・イット・カミン・ラブ」(1977)
- 「シェイク・ユア・ブーティー」(1976)
- 「ブギー・シューズ」
- 「セイム・オールド・ソング」(1978)